# 川口市立芝小学校
川口市立芝小学校（かわぐちしりつ しばしょうがっこう）は、埼玉県川口市大字芝にある公立小学校。

## 沿革
- 1873年5月15日 - 芝学校として創立
- 1884年1月 - 根岸村、前川村、伊刈村に分校を設立
- 1888年1月1日 - 北足立郡芝尋常小学校に改称
- 1891年11月 - 芝尋常小学校に改称
- 1901年4月 - 芝尋常高等小学校に改称
- 1933年9月4日 - 校旗新調
- 1940年4月1日 - 川口市芝尋常高等小学校に改称
- 1941年4月1日 - 川口市芝国民学校に改称
- 1947年4月1日 - 川口市立芝小学校に改称
- 1951年4月1日 - 校章制定
- 1957年4月1日 - 芝小学校分校を設立
- 1958年10月12日 - 校旗、校歌制定
- 1959年10月1日 - 芝小学校分校を川口市立前川小学校として分離
- 1963年4月1日 - 川口市立芝西小学校を分離
- 1968年4月1日 - 川口市立芝南小学校分室が独立[1]

## 教育目標
- よく学ぶ子
- 心豊かな子
- 健康で元気な子[2]

## 通学区域
- 大字芝 - 一部
- 芝新町 - 全域
- 芝4丁目 - 全域
- 芝5丁目 - 全域[3]

## 卒業生
- 大島康樹 - プロサッカー選手